# Orcininae
Orcininae — спірна підродина океанічних дельфінів, що складається з 1 живого та 3 вимерлих родів. Його можуть замінити Delphinidae.
Вважається, що Orcininae є одними з найбільш базових представників Delphinidae, причому лише атлантичний білобокий дельфін (Lagenorhynchus acutus) є більш базальним.

## Класифікація

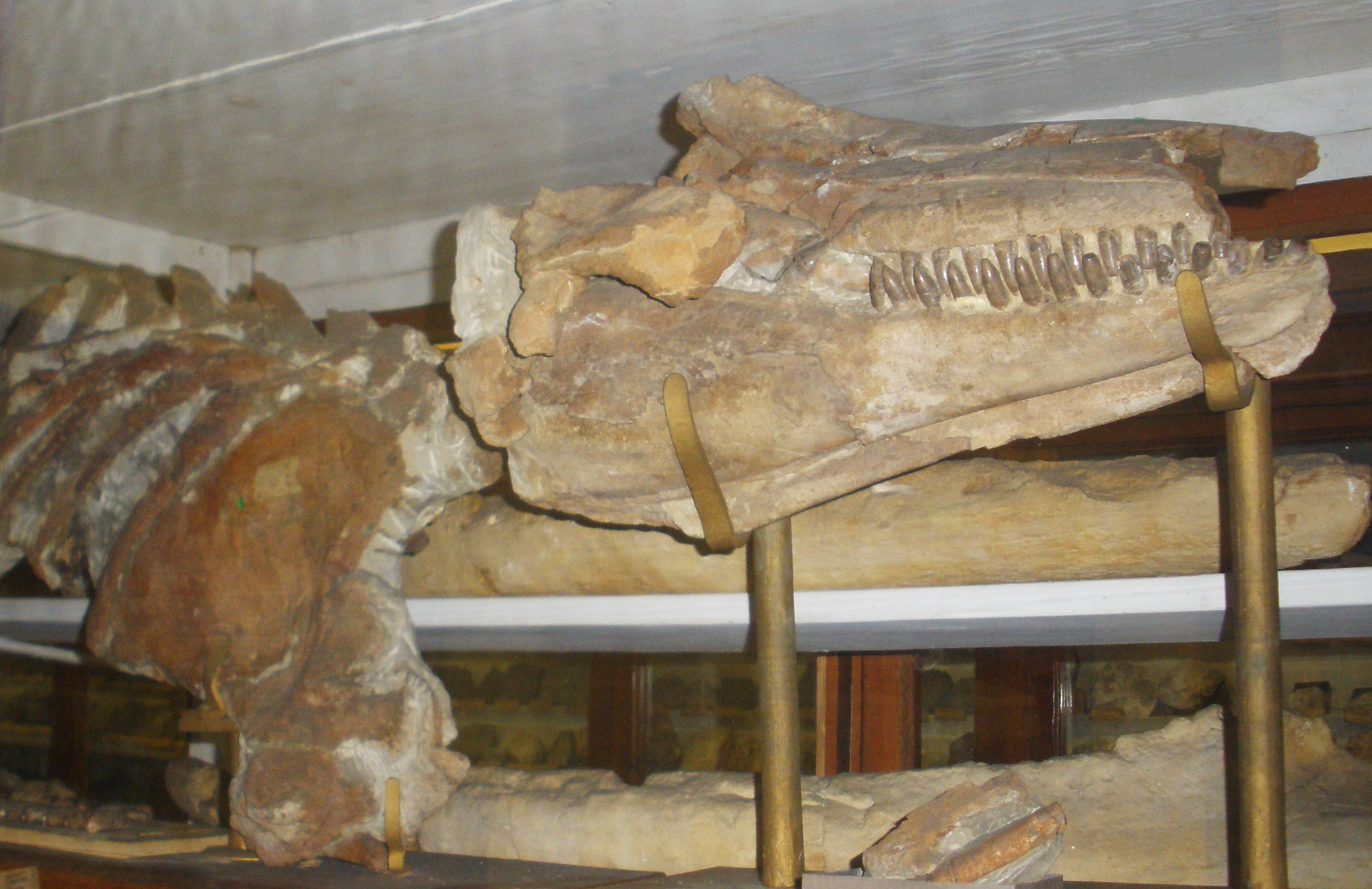
Orcinus citoniensis

- Arimidelphis †
  - Arimidelphis sorbinii †
- Hemisyntrachelus †
  - Hemisyntrachelus cortesii
  - Hemisyntrachelus pisanus
- Orcinus
  - Orcinus citoniensis †
  - Orcinus meyeri †
  - Orcinus orca
  - Orcinus paleorca †
- Platalearostrum †
  - Platalearostrum hoekmani †